# Synagoge (Veghel)

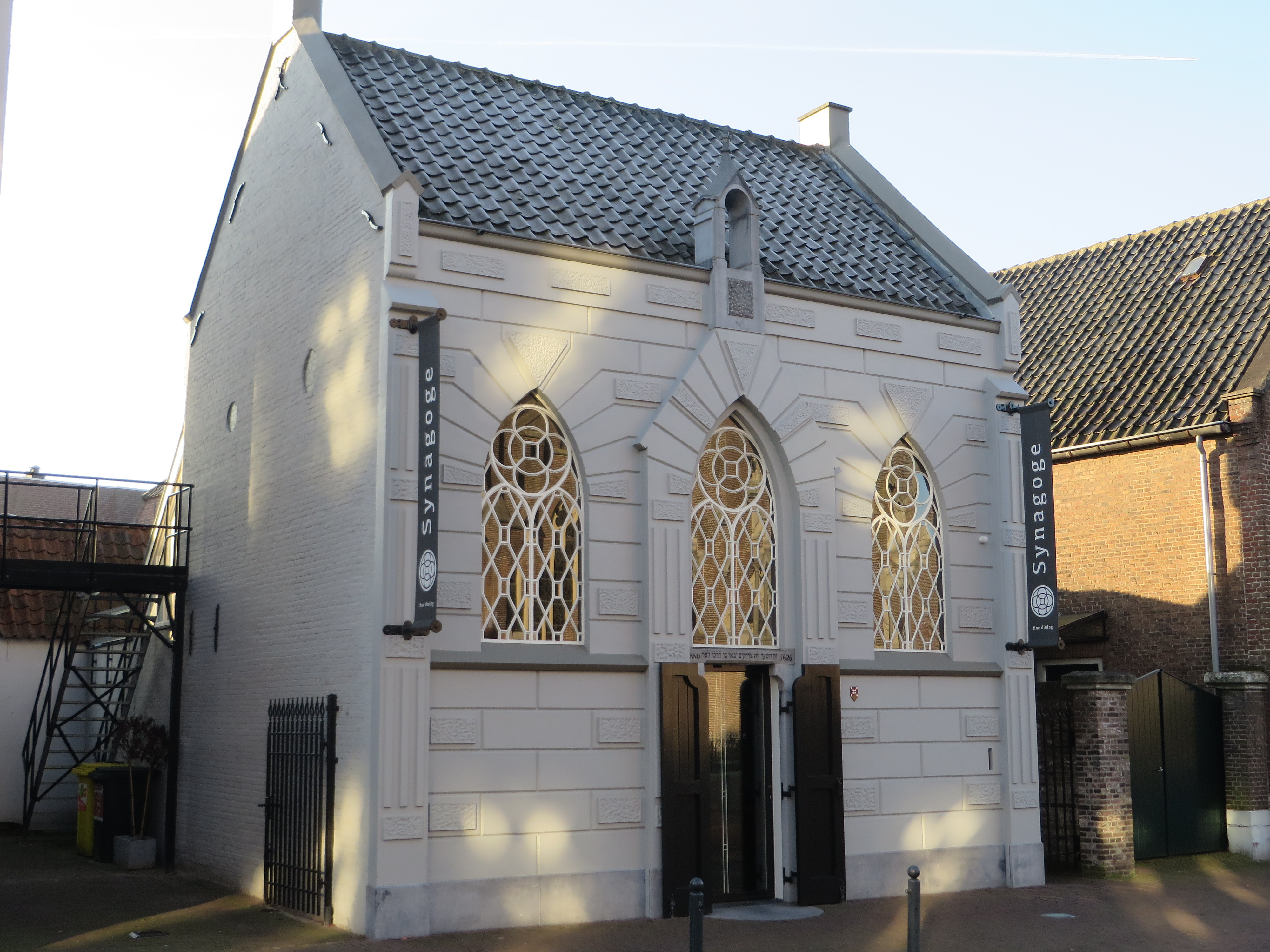
Synagoge

De Synagoge is een voormalig Joods gebedshuis in de tot de Noord-Brabantse gemeente Meierijstad behorende plaats Veghel. Het gebouw is gelegen aan de Deken van Miertstraat 1.

## Geschiedenis
Al in de 18e eeuw woonden er enkele Joden in Veghel, afkomstig van Nistelrode. Later kwamen er ook Joden vanuit Dinther. In Veghel werd na 1825 een Joodse gemeente opgericht en deze kreeg in 1832 haar eigen synagoge. Het hoogtepunt van de Joodse gemeenschap lag in 1886.
Tijdens de Tweede Wereldoorlog werd ongeveer de helft van de Joodse inwoners van Veghel weggevoerd en vermoord door de nazi's. De overigen ontkwamen naar het buitenland of doken onder. Slechts een drietal Joden keerde terug naar Veghel en in 1947 werd de Joodse gemeente opgeheven. De synagoge raakte vanaf 1949 buiten gebruik.
Het gebouw werd aanvankelijk gebruikt als woonhuis en kreeg later een culturele bestemming.

## Gebouw
Het gebouw heeft neogotische stijlelementen in de vorm van spitsboogvensters.